# هیتر داگلاس
هیتر داگلاس (به انگلیسی: Heather Douglas)؛ (زاده ۲۱ مارس ۱۹۶۹) یک فیلسوف علم است که بیش‌تر به‌دلیل کارش در مورد نقش ارزش‌ها در علم، سیاست علمی، اهمیت علم برای سیاست‌گذاری و تاریخ فلسفه علم شناخته‌شده‌است. داگلاس دانشیار گروه فلسفه در دانشگاه ایالتی میشیگان است. او قبلاً کرسی واترلو در علم و جامعه را در دانشگاه واترلو داشت و در دانشگاه‌های پیتسبورگ، تنسی و پوگت‌ساوند تدریس می‌کرد. او نویسنده علم، سیاست و ایده‌آل بدون ارزش است، کتابی تأثیرگذار در مورد روشی که ارزش‌ها بر علم در چارچوب سیاست تأثیر می‌گذارند و باید تأثیر بگذارند.

## زندگی و حرفه
هیتر داگلاس دکترای خود را در تاریخ و فلسفه علم (HPS) در دانشگاه پیتسبرگ در سال ۱۹۹۸ دریافت کرد. او از سال ۱۹۹۸ تا ۲۰۰۴ در پوگت‌ساوند به‌عنوان استادیار علم و اخلاق تدریس کرد. داگلاس از سال ۲۰۰۴ تا ۲۰۱۱ در دانشگاه تنسی کار کرد، جایی که در سال ۲۰۰۸ از استادیار به دانشیار ارتقا یافت. در سال ۲۰۱۲، کرسی واترلو در علم و جامعه در دانشگاه واترلو شد، جایی که او همچنین تا سال ۲۰۱۸ در دانشکده روابط بین‌الملل بالسیلی استاد بود. داگلاس یکی از اعضای «کنسرسیوم برای فلسفه اجتماعی مرتبط/در علم و مهندسی» است.

## آثار برگزیده
- «علم، سیاست، و ایده‌آل بدون ارزش» (۲۰۰۹)، شابک ‎۹۷۸۰۸۲۲۹۶۰۲۶۳ ، انتشارات دانشگاه پیتسبرگ.
- «ریسک و ارزش‌های استقرایی در علم» (۲۰۰۰)، مجله فلسفه علم ۶7 (4)، ۵۵۹–۵۷۹.
- «پیچیدگی تقلیل‌ناپذیر عینیت» (۲۰۰۴)، مجله سنتز ۱۳8 (3)، ۴۵۳–۴۷۳.
- «حمله در رابط علم و سیاست: گرمایش جهانی، مواد سمی و سایر مشکلات مزاحم» (۲۰۰۶)، در مزخرفات و فلسفه: تضمین‌شده برای دریافت نتایج عالی هر بار، گری ال هاردکاسل، جورج آ رایش (ویرایش‌گران). شابک ‎۹۷۸۰۸۱۲۶۹۶۱۱۰، شابک 9780812696110, انتشارات اوپن کورت.
- «علم، ارزش‌ها و دموکراسی: سخنرانی‌های دکارت ۲۰۱۶» (۲۰۲۱)، تد ریچاردز (ویرایش‌گر)، شابک ‎۹۷۸۰۹۹۹۵۸۷۷۹۹، کنسرسیوم برای علم، سیاست و نتایج، دانشگاه ایالتی آریزونا.